# Stenostiridae
Stenostiridae é uma família de pássaros da ordem Passeriformes. A família foi proposta em 2005 por Beresford e colaboradores como resultado de descobertas recentes na sistemática molecular. O clado foi nomeado a partir do gênero-tipo Stenostira, que tradicionalmente era incluído na família Muscicapidae. Os gêneros Elminia (originalmente em Monarchidae) e Culicicapa (originalmente em Muscicapidae) foram integrados a nova família. Fuchs e colaboradores, em 2009, incluíram na família a espécie Chelidorhynx hypoxantha, anteriormente classificada no gênero Rhipidura.

## Classificação
A família inclui 4 gêneros e 9 espécies:
- Gênero Stenostira Cabanis & Bonaparte, 1850 (1 espécie)
- Gênero Chelidorhynx Blyth, 1843 (1 espécie)
- Gênero Elminia Bonaparte, 1854 (5 espécies)
- Gênero Culicicapa Swinhoe, 1871 ( 2 espécies)